# Carlos Fernández Lobbe
Carlos Ignacio Fernández Lobbe (Buenos Aires, 20 de noviembre de 1974) es un exjugador argentino de rugby que se desempeñaba como segunda línea. Actualmente ejerce su carrera de profesor de educación física.

## Biografía
Es hermano mayor del también Puma Juan Martín Fernández Lobbe. Aunque su deporte es el rugby, es también un apasionado del fútbol, siendo fanático del club Boca Juniors de Buenos Aires. Su ídolo deportivo es Diego Armando Maradona.

## Carrera
Debutó en el Liceo Naval (Club), que participa en los campeonatos de rugby de Buenos Aires (Torneos de la URBA). Su familia está íntimamente ligada a ese club. Allí jugaron su padre Carlos Enrique y sus hermanos Juan y Nicolás.
Su mejor momento en el rugby fue la Copa del Mundo de 1999. La gran actuación de "Los Pumas" (que llegaron a cuartos de final) posibilitó que "Nacho" fuera transferido a Europa. Primero jugó en Francia (en el Bordeaux Begles Girondes y el Castres Olympique), y luego en Inglaterra, donde fue campeón con el Sale Sharks.
La carrera de "Nacho" tuvo otro hito fundamental, al llegar a semifinales en la Copa del Mundo de 2007, luego de inolvidables triunfos ante Francia, Irlanda y Escocia. Argentina logró el tercer puesto al derrotar a Francia 34-10, aunque Carlos Ignacio no jugó ese encuentro. De los cinco triunfos consecutivos que la selección argentina logró en esa Copa del Mundo, Fernández Lobbe jugó cuatro partidos (estuvo ausente en el segundo compromiso ante Georgia).
El 14 de junio de 2008 se retiró de la selección argentina tras un partido ante Escocia, jugado en Buenos Aires, y a mediados de ese año comenzó a jugar en el Northampton Saints, también de la liga inglesa, al igual que el Sale Sharks.
Se retiró de la actividad en 2011 tras desempeñarse en el Bath Rugby y actualmente se desempeña como entrenador de juveniles en Delta Rugby Club

## Palmarés
- Campeón de la Copa Desafío Europeo de 2004/05 y 2008/09.
- Campeón de la Aviva Premiership de 2005/06.

## Participaciones en la Copa del Mundo
Disputó su primer mundial en Gales 1999; Argentina inauguró el mundial ante Gales, siendo derrotado 23-18. Argentina saldría calificado mejor tercero en la fase de grupos, superando por primera vez dicha etapa y debería jugar un play-off contra Irlanda para clasificar a cuartos de final, los pumas triunfarían 24-28 y luego serían eliminados del mundial por Les Blues. Cuatro años más tarde, llegó Australia 2003 donde los Pumas no pudieron vencer al XV del trébol en un duelo clave por la clasificación a cuartos de final. Jugó su último en Francia 2007, en el cual Argentina venció a Francia en la inauguración del torneo, Georgia, Namibia e Irlanda para ganar su grupo. En Cuartos de final vencerían a Escocia para hacer historia y llegar por primera vez a Semifinales donde enfrentaron a los eventuales campeones mundiales, los Springboks, siendo la única derrota en el torneo. Argentina enfrentó nuevamente a Les Blues por el tercer lugar del Mundial, una vez más Los Pumas triunfaron 10-34.
| Mundial                       | Sede      | Resultado        | PJ | Tries |
| ----------------------------- | --------- | ---------------- | -- | ----- |
| Copa Mundial de Rugby de 1999 | Gales     | Cuartos de final | 5  | 0     |
| Copa Mundial de Rugby de 2003 | Australia | Primera fase     | 3  | 0     |
| Copa Mundial de Rugby de 2007 | Francia   | Tercer puesto    | 4  | 0     |

- Datos: Q1648228
- Multimedia: Ignacio Fernández Lobbe / Q1648228